# Skylar Grey

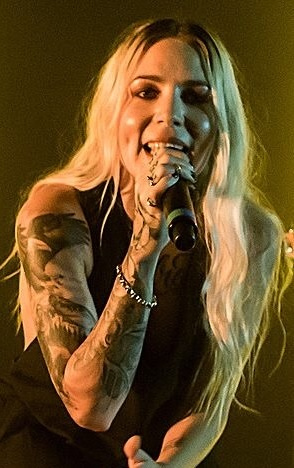
Skylar Grey bei einem Auftritt (2016)

Skylar Grey (* 23. Februar 1986 als Holly Brook Hafermann in Mazomanie, Wisconsin), früher bekannt unter ihrem bürgerlichen Namen, ist eine US-amerikanische Sängerin, Songschreiberin und Musikproduzentin. Sie steht bei Alex da Kids Label Kidinakorner unter Vertrag und wurde vor allem durch Zusammenarbeiten mit Fort Minor, P. Diddy, Eminem und Dr. Dre sowie David Guetta bekannt.

## Karriere

### 1996–2010: Kindheit und alsHolly Brook

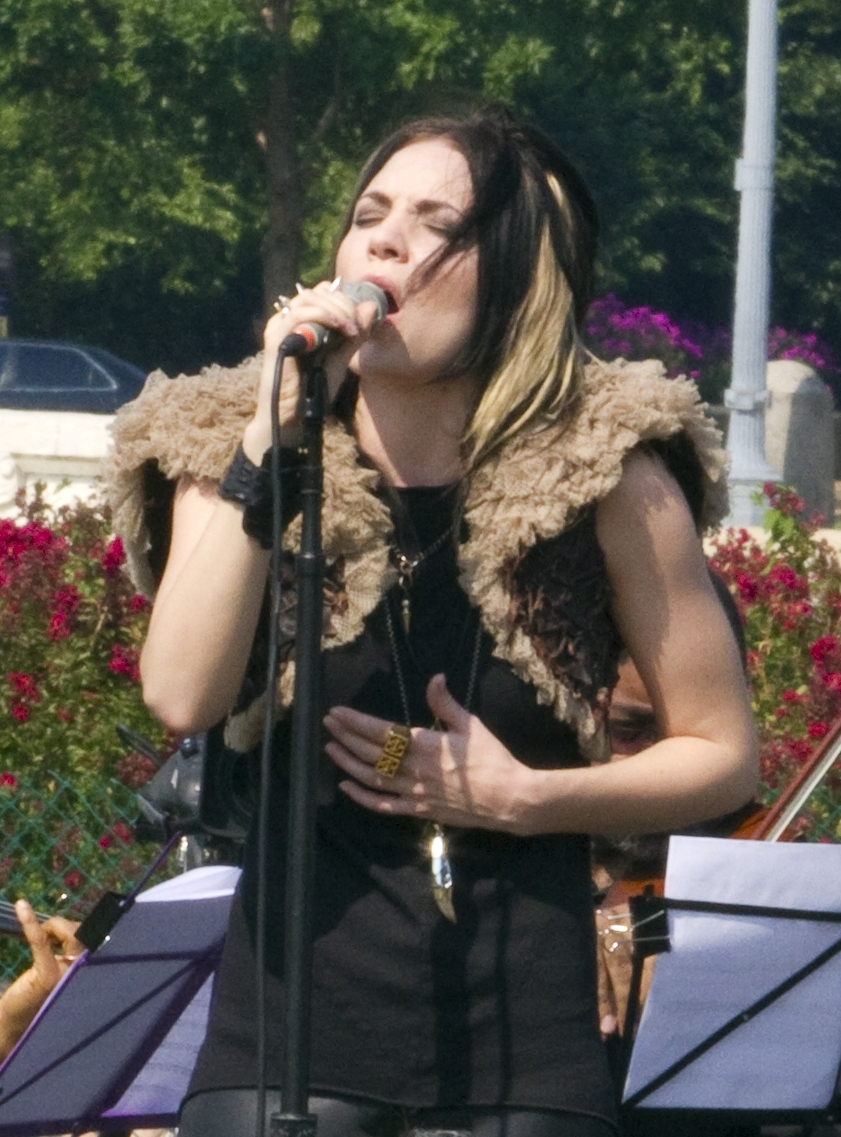
Skylar Grey bei einem Auftritt (2011)

Ihre Karriere begann bereits im Kindesalter, als sie zusammen mit ihrer Mutter Candy Kreitlow das Folk-Duo Generations bildete. Dieses brachte zwischen 1996 und 2002 drei Alben heraus (Dream Maker, Lift Me und Millennial Child/Waiting for You). Grey gründete ihre erste Band im Alter von fünfzehn Jahren und trat in Zusammenarbeit mit Jazzmusikern wie Jeff Eckles und Leo Sidran auf.
2003 zog die Sängerin nach Los Angeles und nahm unter dem Namen Holly Brook ein Demotape auf, durch das der Linkin-Park-Gitarrist Brad Delson auf sie aufmerksam wurde. Daraufhin erhielt sie im Alter von 17 Jahren einen Plattenvertrag bei Machine Shop Recordings. Mit Mike Shinoda arbeitete sie auf der Fort-Minor-Single Where’d You Go zusammen, wodurch sie erstmals einer größeren Hörerschaft bekannt wurde. Außerdem schrieb sie mit dem Produzenten Jonathan Ingoldsby den Song Done with Like der Sängerin Brie Larson. Anschließend arbeitete Brook mit Ingoldsby an ihrem Debütalbum Like Blood Like Honey, das am 6. Juni 2006 veröffentlicht wurde. Das Album war ein kommerzieller Misserfolg und stieg nicht in die Billboard-Top-100-Charts ein.
Anschließend trat Brook in erster Linie als Gast- und Backgroundmusikerin in Erscheinung. Als Teil der Band von Duncan Sheik ist sie auf dessen Album Whisper House zu hören, auf dem Album Butterflies and Elvis von Yohanna übernahm sie eine Rolle als Backgroundsängerin. Ihren Plattenvertrag bei Machine Shop Recordings verlor Brook.
Anfang 2010 spielte Brook in der Theaterfassung von Whisper House einen der beiden Hauptcharaktere. Anschließend zog die Sängerin in eine Jagdhütte in Oregon, da sie sich die Miete in Los Angeles nicht mehr leisten konnte und sie ihre persönliche Verbindung zur Musik wiederentdecken wollte. Aus einem nahegelegenen Internetcafé nahm Brook Kontakt zu dem Musikproduzenten Alex da Kid auf, der ihr von der Verlegerin Jennifer Blakeman empfohlen worden war. Dieser sandte ihr Instrumentalstücke zu, auf denen Brook Demoaufnahmen schrieb und einsang. Eines dieser Demolieder war der spätere Refrain des Liedes Love the Way You Lie, das schlussendlich von Rihanna und Eminem neu aufgenommen und veröffentlicht wurde. Für das Songwriting an beiden Versionen des Songs erhielt Brook 2011 eine Grammy-Nominierung.
Im Juli 2010 erschien Holly Brooks sieben Lieder umfassende O’Dark:Thirty EP, produziert von Duncan Sheik und Jon Ingoldsby, im Selbstvertrieb.

### Ab 2011:Skylar Grey

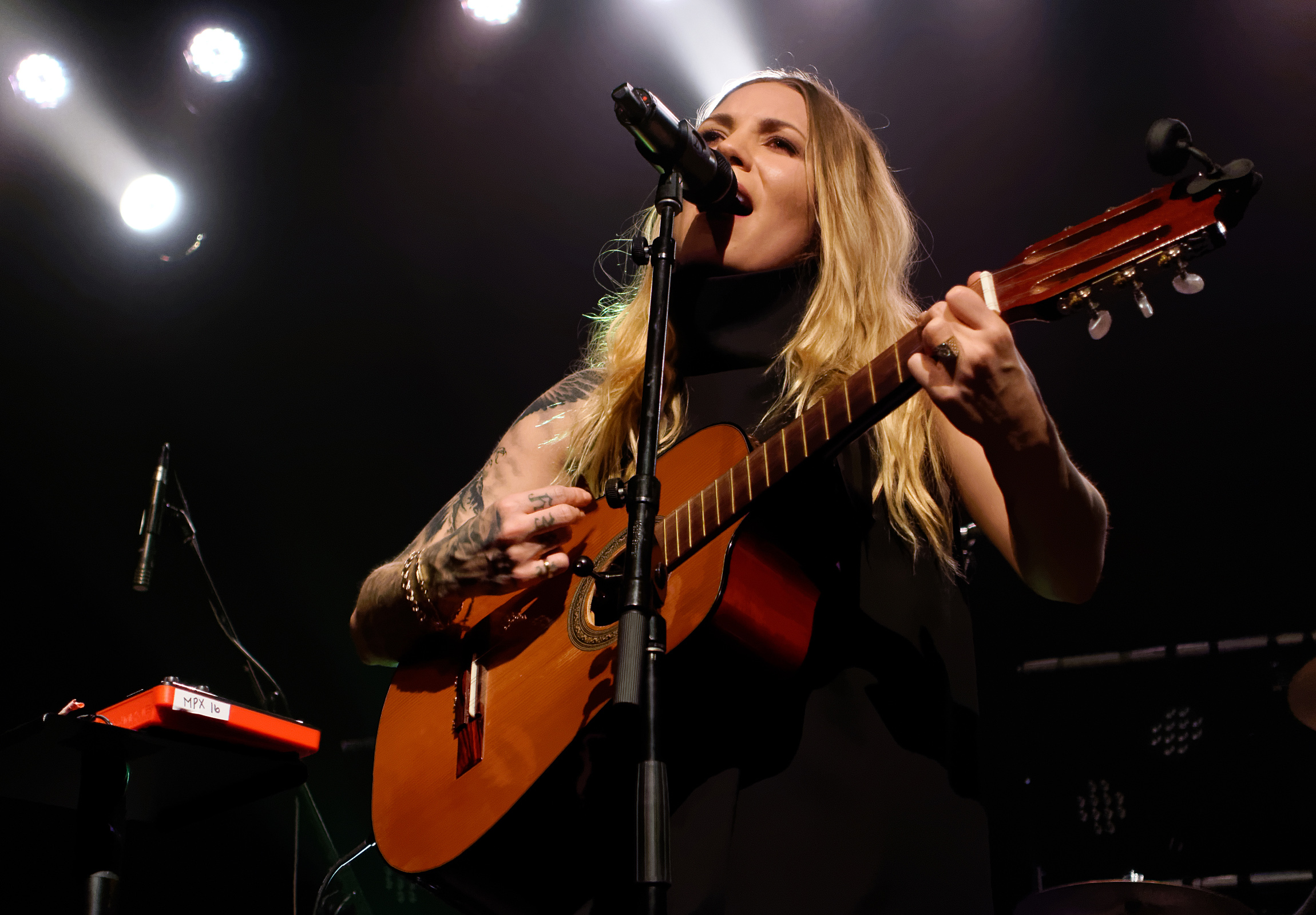
Skylar Grey bei einem Konzert (2015)

Nach dem weltweiten Erfolg von Love The Way You Lie hatte Brook Angebote von mehreren Labels. Schließlich entschied sie sich, einen Plattenvertrag bei Kidinakorner anzunehmen und ihren Künstlernamen zu ändern. Seit 2011 ist die Sängerin daher als Skylar Grey tätig. Dieser Name repräsentiere das Ungewisse im Leben. „People seem to be afraid of the unknowns, but I’m the complete opposite. I dive into the unknown because I feel like that’s where all your possibilities come from.“ Weiter erklärte sie, dass sie „grey“ mit e statt a gewählt hat, da es maskuliner wirke und sie keine sehr feminine Person sei.
Seit Ende 2010 trat Grey auch wieder vermehrt als Sängerin in Erscheinung. Sie sang unter anderem die Refrains der Lieder Coming Home von Diddy-Dirty Money und I Need a Doctor von Dr. Dre und Eminem. Ihr bisher größter Auftritt war die Live-Performance des Songs mit beiden Rappern bei den Grammy Awards 2011.
Der Produzent Alex da Kid arbeitete mit ihr an ihrem zweiten Soloalbum Don’t Look Down. Die erste Single Invisible wurde am 9. August 2011 über iTunes in den USA veröffentlicht, erschien dann aber doch nicht auf dem Tonträger. Ursprünglich hätte das Album Invinsible heißen und bereits 2012 erscheinen sollen, jedoch wurde es auf den 9. Juli 2013 verschoben. Bei Don’t Look Down fungierten Alex da Kid und der Rapper Eminem als Ausführende Produzenten.
Ihr Song Coming Home diente 2013 als Hostsong für das Sportevent WrestleMania 29 (World Wrestling Entertainment), den sie am 6. April live im Metlife Stadium New Jersey gemeinsam mit P. Diddy vortrug. Am 29. März 2015 spielte sie bei WrestleMania 31 ihren Song Rise, der als Theme-Song für das Event diente.
Neben ihrer sängerischen Tätigkeit arbeitet Skylar Grey mittlerweile vermehrt als Songschreiberin. So war sie beispielsweise am Songwriting von Castle Walls von T.I. und Christina Aguilera beteiligt. Ein weiteres Standbein hat sich Grey mit regelmäßigen Beiträgen zu Filmsoundtracks aufgebaut.
Am 1. April 2016 veröffentlichte Skylar Grey ein Musikvideo zum Song Moving Mountains, der auch auf ihrem dritten Album Natural Causes, das am 23. September 2016 erschien, enthalten ist.
Ihr viertes Studioalbum Skylar Grey wurde am 28. April 2022 veröffentlicht.

## Privates

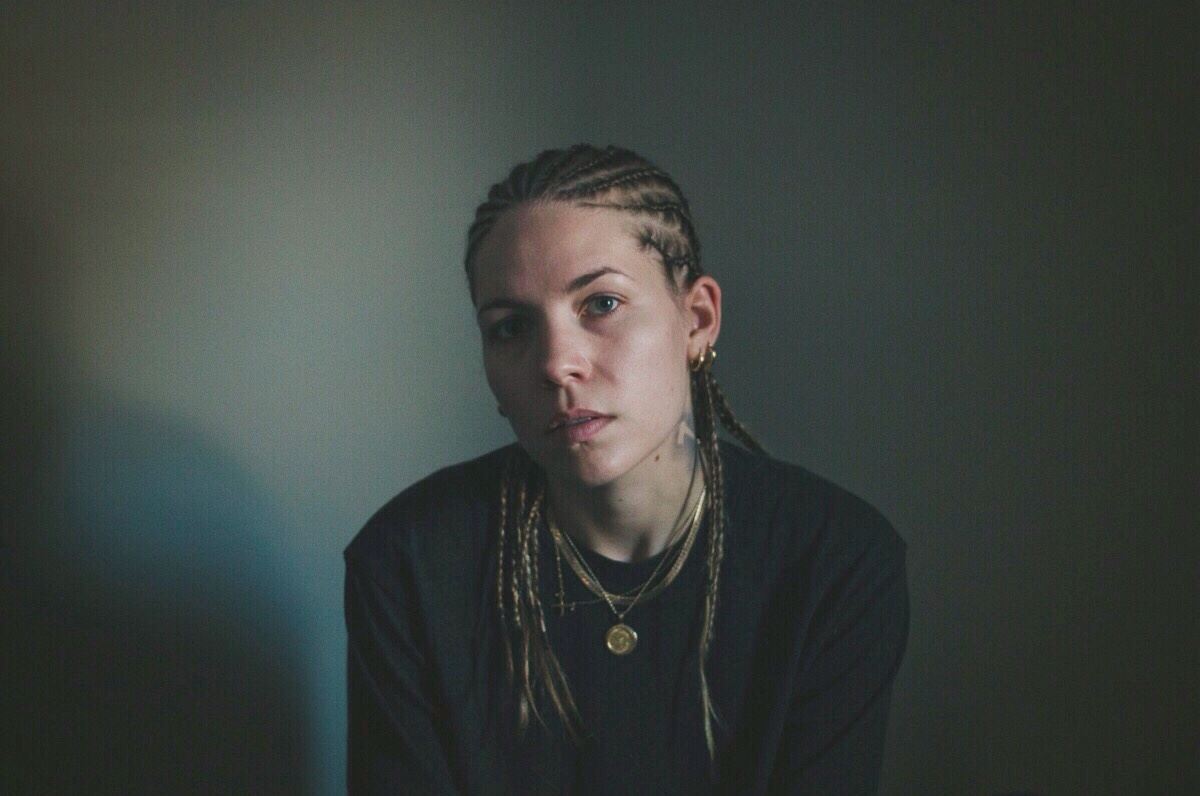
Skylar Grey (2015)

In ihrer Kindheit interessierte sich Skylar Grey besonders für Wale. Sie machte oft mit ihrer Familie Ausflüge nach Hawaii, um sich dort Wale anzuschauen. In einem Interview sagte sie: „Seriously, I think I was a whale in a past life.“ (dt. „Wirklich, ich glaube, ich war in meinem früheren Leben ein Wal.“). Skylar Grey schrieb, als sie sechs Jahre alt war, einen Song für die Wale.
Als ihr Großvater verstarb, schrieb sie den Song Words. In einem Interview sagte sie: „I wrote this song about my grandfather who passed away before I had a chance to say goodbye.“ (dt. „Ich schrieb den Song über meinen Großvater, der starb, bevor ich eine Chance hatte, Auf Wiedersehen zu sagen.“).

## Einflüsse
Grey nannte Joni Mitchell, Bob Dylan, Neil Young, Sarah McLachlan und Death Cab for Cutie als Personen mit großem Einfluss auf ihr künstlerisches Schaffen.

## Diskografie
Studioalben

| Jahr | Titel                 | Höchstplatzierung, Gesamtwochen, AuszeichnungChartplatzierungen (Jahr, Titel, Platzierungen, Wochen, Auszeichnungen, Anmerkungen) | Höchstplatzierung, Gesamtwochen, AuszeichnungChartplatzierungen (Jahr, Titel, Platzierungen, Wochen, Auszeichnungen, Anmerkungen) | Höchstplatzierung, Gesamtwochen, AuszeichnungChartplatzierungen (Jahr, Titel, Platzierungen, Wochen, Auszeichnungen, Anmerkungen) | Höchstplatzierung, Gesamtwochen, AuszeichnungChartplatzierungen (Jahr, Titel, Platzierungen, Wochen, Auszeichnungen, Anmerkungen) | Höchstplatzierung, Gesamtwochen, AuszeichnungChartplatzierungen (Jahr, Titel, Platzierungen, Wochen, Auszeichnungen, Anmerkungen) | Anmerkungen                                        |
| Jahr | Titel                 | DE | AT | CH | UK | US | Anmerkungen                                        |
| ---- | --------------------- | --- | --- | --- | --- | --- | -------------------------------------------------- |
| 2006 | Like Blood Like Honey | — | — | — | — | — | Erstveröffentlichung: 6. Juni 2006 als Holly Brook |
| 2013 | Don’t Look Down       | — | — | — | — | US8 (3 Wo.)US | Erstveröffentlichung: 9. Juli 2013                 |
| 2016 | Natural Causes        | — | — | — | — | — | Erstveröffentlichung: 23. September 2016           |
| 2022 | Skylar Grey           | — | — | — | — | — | Erstveröffentlichung: 28. April 2022               |